# Saridoscelis
Saridoscelis is een geslacht van vlinders van de familie stippelmotten (Yponomeutidae).

## Soorten
- S. issikii S. Moriuti, 1961
- S. kodamai S. Moriuti, 1961
- S. nudata Edward Meyrick, 1913
- S. sphenias Edward Meyrick, 1894
- S. synodias Edward Meyrick, 1932